# Allmänna vägen
Allmänna vägen är en gata inom stadsdelen Majorna (2:a, 3:e och 4:e roten) i Göteborg. Den är cirka 745 meter lång och sträcker sig från Karl Johansgatan vid Stigbergstorget till Karl Johansgatan vid Carl Johans kyrka.
Allmänna Vägen är en del av den tidigare landsvägen västerut från Göteborg till Klippan. Namnet syftar på att den var tillgänglig för alla och underhölls med allmänna medel. Innan Karl Johansgatan anlades 1882 utgjorde Allmänna Vägen Majornas huvudgata. Karl Johansgatan väster om Carl Johans kyrka var tidigare en del av Allmänna Vägen. Gatan har benämnts Stora wägen (1771 och 1818) och Stora Gatan eller Allmänna Wägen (1850).

## Galleri

Allmänna vägen i början av 1900-talet. Till höger ingången till Pölgatan.
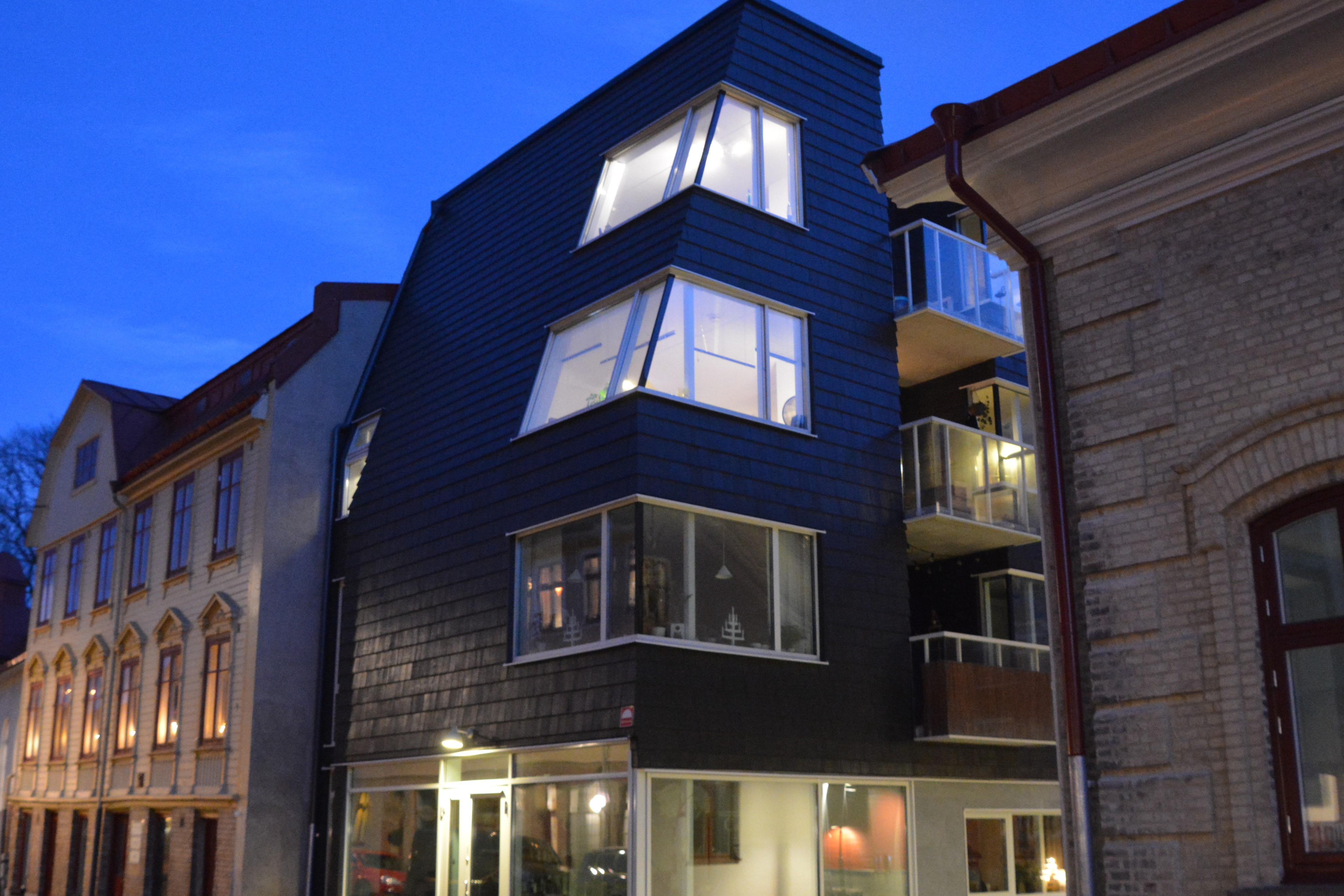
Åhmanssonska gården, Allmänna vägen 15.